# 浙江展览馆
30°16′29.1″N 120°9′30.4″E / 30.274750°N 120.158444°E
浙江展览馆原名“我们心中的红太阳毛泽东思想胜利万岁展览馆”，俗称“红太阳展览馆”，位于中华人民共和国浙江省杭州市拱墅区武林广场北端，南接延安路，北临古运河，创建于20世纪60年代末，为浙江省最早的会展场馆，今为浙江省文联直属事业单位。

## 历史沿革
1960年代末文革时期，全国各省市为展现毛泽东思想的“伟大胜利”纷纷建设万岁馆，浙江省革委会亦决定建造“我们心中的红太阳毛泽东思想胜利万岁展览馆”。展览馆于1969年春动工，于1970年9月建成使用，是浙江省1950至1970年代最宏伟的建筑物之一，耗费经济困难时期公帑500多万元（当年全省财政支配约3000多万元）。
1971年林彪事件后，展览馆拆除了顶部“大海航行靠舵手”标语和塔楼，并更名为“浙江展览馆”。改革开放后，浙江展览馆用于展销本地特色产品，如龙泉宝剑、宁波冰箱、长兴紫砂茶壶等；第三层先后用作文学讲座厅、电影放映厅、舞厅、溜冰场。后浙江展览馆用于举办浙江省和杭州市各种重要展览活动。2017年，展览馆历经四年闭馆修缮重新开馆。

## 展馆规制
现状该馆占地面积30000平方米，建筑面积21266平方米，设有7个展厅，面积6100余平方米，一层正中为面积455平方米的序厅，三层正中为面积838平方米、可容纳500人的中央大厅，可承办全国性和区域性的文化、经济展事，并具有会议、庆典、论坛、讲座和文艺展演等功能。

## 图集
- 南广场、喷水池及雕塑
- 一层序厅
- 一层序厅葵花灯饰
- 三层中央大厅